# Star Wars: The Force Unleashed
Star Wars: The Force Unleashed, Star Wars: El Poder de la Fuerza, o Star Wars: La Fuerza Desencadenada es un videojuego de la nueva generación de Star Wars y que es parte medular del proyecto multimedia Star Wars: The Force Unleashed. Como el nombre lo dice está centrado en el uso de La Fuerza y con el uso de las nuevas tecnologías que introduce prometen que la experiencia será como nunca antes. La historia, creada bajo la dirección de George Lucas, promete descubrir muchas novedades sobre el Universo de Star Wars que tienen lugar en la poco explorada época entre las películas Star Wars: Episode III - Revenge of the Sith y Star Wars: Episode IV - A New Hope. Aquí los jugadores caracterizarán a un villano, el Aprendiz Secreto de Darth Vader, que deberá hacer frente a los enemigos usando los poderes de la fuerza y afrontar decisiones que podrían cambiar el curso de su destino. El aprendiz ha sido enviado por Vader, a viajar por toda la galaxia y destruir al resto de los Jedi que sobrevivieron a la Orden 66. Fue publicado a nivel mundial y en diversas plataformas a partir del 16 de septiembre de 2008.
El juego usa "Digital Molecular Matter" desarrollado por Pixelux Entertainment para objetos dinámicamente destructibles, el sistema "euphoria" desarrollado por NaturalMotion ltd que dirigirá el comportamiento e inteligencia artificial y Havok para la rigidez del cuerpo. Gracias al "Digital Molecular Matter" de Pixelux podemos ver perfectamente el relámpago de la Fuerza o la telekinesis del protagonista del juego.

## Argumento
Poco después de la instauración del Imperio Galáctico, los espías imperiales localizan a un superviviente Jedi de la Purga Jedi llamado Kento Marek en Kashyyyk. Darth Vader llega y derrota a Marek en la batalla, poco antes de que el hijo de Marek, Galen, agarre el sable de luz de Vader con la Fuerza. Al darse cuenta de la fuerte conexión del niño con la Fuerza, Vader mata a Marek y se va con Galen, criándolo para que se convierta en su aprendiz en secreto.
Años más tarde, un Galen adulto (con el alias de «Starkiller») completa su entrenamiento. Vader lo envía a eliminar a varios supervivientes Jedi en toda la galaxia en preparación para asesinar al Emperador para que los dos puedan gobernar la galaxia juntos. Starkiller viaja a bordo de su nave personal, la Sombra Furtiva, junto con el droide de entrenamiento PROXY (que está programado para intentar matar a Starkiller) y la piloto imperial Juno Eclipse. Los objetivos de Starkiller incluyen a Rahm Kota, un veterano de las Guerras Clon y líder de una milicia; Kazdan Paratus, que se volvió loco después de años de aislamiento en Raxus Prime; y Shaak Ti, que se esconde en Felucia. Antes de morir, Shaak Ti advierte a Starkiller que eventualmente Vader lo traicionará. Con su última misión completada, Starkiller es convocado por Vader cuando llega el Emperador. Luego, Vader empala rápidamente a Starkiller y, ante la insistencia del Emperador, arroja a su aprendiz a través de una ventana al espacio para demostrar su lealtad.
Sin que el Emperador se de cuenta, Vader recupera y resucita a Starkiller. Vader envía a Starkiller para fomentar una rebelión entre los enemigos del Imperio, como parte de su plan para crear las condiciones adecuadas para derrocar al Emperador. Starkiller rescata a Juno, que había sido arrestada y tildada de traidora al Imperio, y escapa con ella junto con PROXY. Buscando aliados que lo ayuden en su misión, Starkiller encuentra a Kota aún vivo en la Ciudad de las Nubes, ciego y reducido al alcoholismo, y lo rescata de las fuerzas imperiales.
El grupo viaja a Kashyyyk para localizar al contacto de Kota, el senador Bail Organa. Starkiller descubre su antiguo hogar y se encuentra con el espíritu de su padre, quien expresa remordimiento por la educación de Starkiller bajo Vader. Para ganarse la confianza de Bail, Starkiller rescata a su hija cautiva, la princesa Leia Organa, y libera a los wookiees esclavizados a pedido de ella. Starkiller se entera por Kota de que Bail desapareció en Felucia, después de buscar a Shaak Ti con la esperanza de que rescatara a Leia. Starkiller viaja a Felucia para encontrar a Bail y descubre que había sido capturado por la ex aprendiz de Shaak Ti, Maris Brood, quien sucumbió al Lado Oscuro después de la muerte de su maestra. Starkiller derrota a Brood pero le perdona la vida y convence a Bail de unirse a la rebelión.
Para convencer a más disidentes de que hagan lo mismo, Vader sugiere que Starkiller ataque una instalación de Destructor Estelar en Raxus Prime para demostrar que el Imperio es vulnerable. Juno se entera de que Starkiller todavía está sirviendo a Vader y lo regaña, pero accede a guardar silencio. En Raxus Prime, Starkiller es atacado por PROXY, quien intenta cumplir su programación intentado matarlo, pero Starkiller lo derrota, destruye las instalaciones y derriba un Destructor Estelar que cae del cielo usando la Fuerza. Bail se reúne con los senadores Mon Mothma y Garm Bel Iblis en Corellia para organizar formalmente una rebelión, solo para que Vader llegue y los arreste a ellos y a Kota. Después de dominar a Starkiller, Vader revela que él simplemente lo utilizó para atraer a los enemigos del Imperio y que nunca tuvo la intención de usarlo para derrocar al Emperador. Starkiller escapa después de que PROXY se sacrifica atacando a Vader.
Juno rescata a Starkiller, quien usa la Fuerza para ver que Kota y los senadores están detenidos en la Estrella de la Muerte. Después de despedirse de Juno, Starkiller se abre camino a través de la estación para llegar a la sala del trono del Emperador. Vader lo confronta, pero Starkiller derrota a su antiguo maestro y se enfrenta al Emperador, quien intenta incitarlo a matar a Vader para que Starkiller pueda tomar su lugar. Kota intenta atacar al Emperador, pero es sometido por un rayo de la Fuerza. En este punto, el jugador debe elegir entre salvar a Kota (Lado Luminoso) o matar a Vader (Lado Oscuro).
Si el jugador elige el Lado de la Luz, Starkiller derrota al Emperador, pero lo perdona a instancias de Kota. El Emperador desata un rayo de la Fuerza en Kota, pero Starkiller lo detiene, sacrificándose para permitir que Kota y los senadores escapen en el Sombra Furtiva. El Emperador y Vader se preocupan de que Starkiller se haya convertido en un mártir para inspirar a la Alianza Rebelde recién formada. En Kashyyyk, los senadores proceden con la rebelión y Leia elige el escudo familiar de Starkiller como su símbolo. Kota le dice a Juno que entre los pensamientos oscuros de Starkiller, la misma Juno era un punto brillante al que se aferró hasta su muerte.
Si el jugador elige el Lado Oscuro, Starkiller mata a Vader y es felicitado por el Emperador, quien le ordena matar a Kota para romper sus lazos con los Jedi y convertirse en un Lord Sith. En cambio, Starkiller ataca al Emperador, quien frustra su intento y luego lo aplasta con Sombra Furtiva, hiriendo gravemente a Starkiller y matando a Juno, Kota y los senadores. Starkiller más tarde se despierta y descubre que su cuerpo está siendo injertado con una armadura para continuar sirviendo al Emperador, aunque le asegura a Starkiller que será reemplazado una vez que encuentre un nuevo aprendiz como Vader antes que él.

## Entre bastidores

### Tecnología del juego
The Force Unleashed usa 'Ronin', un engine de juego desarrollado por LucasArts. Integra los engines de física Havok, euphoria y Digital Molecular Matter.

#### euphoria
El uso de euphoria, de NaturalMotion, le dará a los personajes IA biomecánica avanzada, permitiendo que respondan realísticamente a los cambios en su ambiente. 

Bueno, probablemente empujaron con la Fuerza a un stormtrooper o dos como Kyle Katarn en un juego de Jedi Knight, ¿cierto? Imaginen que ese stormtrooper pudiera detener su progreso al agarrarse de un barandal y tomar un arma al lado de él para dispararle a Kyle—todo esto porque su IA biomecánica simplemente sabía que esa era lo mejor que él podía hacer. Eso es euphoria en acción.
Haden Blackman

#### Digital Molecular Matter
DMM crea ambientes verdaderamente interactivos que se comportan como lo harían en la vida real. Los materiales en los juegos normalmente se rompen en maneras predeterminadas. DMM calcula el punto de quiebre en tiempo real. Simula lo que le pasa al material cuando se rompe, destruye, parte en dos, dobla, astilla, empuja, aprieta, etc. Es exclusivo de LucasArts hasta septiembre del 2008.

Ahora, imaginen que Kyle empuja a otro stormtrooper hacia un edificio con tanta fuerza que esperas que el stormtrooper deje una marca permanente en la pared. Esto ocurre con el DMM, y no importa cuántas veces lancen a ese stormtrooper hacia la pared, se verá diferente cada vez, y siempre parecerá autentico. De hecho, si lo golpean lo suficientemente fuerte y el edificio está lo suficientemente dañado, todo puede colapsarse sobre el stormtrooper, pues DMM también considera la masa física de un objeto y la manera en que los objetos están construidos. ¡Incluso con euphoria, nadie se puede levantar de eso!
Haden Blackman

#### Industrial Light & Magic
ILM se conjugó con LucasArts para entregar efectos especiales con calidad cinematográfica en tiempo real para el juego. 

En Star Wars: The Force Unleashed, el equipo está esforzándose por subir el estándar de los efectos con calidad cinematográfica. Tanto como sea posible, queremos que los jugadores sientan como si estuvieran viviendo la aventura que se desarrolla ante su control, y con el poder de procesamiento añadido de las plataformas de siguiente generación ahora es posible llevar efectos e iluminación de calidad cinematográfica a los juegos. Una de las ventajas que tenemos en LucasArts es que somos parte de la misma compañía, Lucasfilm, propietaria de Industrial Light & Magic (para los que no lo supieran). Y por la primera vez en las historias de ambas compañías, LucasArts e ILM hicieron equipo para desarrollar las herramientas que permitirán que Star Wars: The Force Unleashed presente efectos pulidos, los que sólo han sido insinuados en juegos anteriores.
Brett Rector

### Plataformas y diferencias
- Las versiones de PS3 y Xbox 360 son esencialmente las mismas. Ambas emplean Ronin, un nuevo engine diseñado por LucasArts que incorpora módulos de terceros para manejar la física y la I.A. debe notarse que, si bien las versiones de Wii y PS2 también emplean engines similares al Ronin, no contienen estos módulos. 
  - Havok–un sistema que también es usado en la famosa serie Halo; permite que el juego conozca las dimensiones de los objetos y cómo trabajarían entre sí.
  - euphoria–desarrollado por Natural Motion, le da a cada personaje un sentido realista de conciencia e interés, lo que significa que las reacciones no son siempre las mismas exactamente.
  - Digital Molecular Matter, o DMM–desarrollado por Pixelux. DMM permite que todos los objetos y materiales del juego reacciones de manera realista, como lo harían en el mundo real. Por ejemplo, el metal se dobla y abolla, y la madera se rompe y astilla en tiempo real.

- Las versiones de Wii, PS2 y PSP fueron desarrolladas por la compañía australiana Krome Studios, pero cada versión es ligeramente diferente. Todas tienen personajes y lugares que no aparecen en las otras consolas, como una cantina en Nar Shaddaa y las ruinas del Templo Jedi.

- El control del Wii permite que los jugadores "blandan" un sable de luz con el Wii Remote y usen poderes de la Fuerza al mover el Nunchuk. El juego también presenta un modo de duelo de dos jugadores con nueve áreas y 27 personajes a escoger.

- El engine de física de la PS2 significa que los efectos de muñeca de trapo, enemigos volando por la pantalla y ambientes destruibles pueden ser más prominentes en el juego.

- La versión de PSP presenta tres modos de juego rápido: Orden 66, Duelo de Fuerza y Misiones Históricas, pero no está claro si el juego soportará tres o cuatro jugadores en modo Ad Hoc, pues varias fuentes oficiales se contradicen.

- La versión de DS fue desarrollada por n-space y presenta un sistema de combo con la pantalla táctil y un modo de combate total de cuatro jugadores.

### Final alternativo del lado oscuro
En lugar de salvar a Kota, Starkiller vuelve a luchar contra Vader, destruyéndolo definitivamente al atravesarle con su sables láser, el suyo, con el objetivo de reemplazarle al lado de Palpatine. Su prueba final consiste en aniquilar al derribado Kota, pero en lugar de eso Starkiller se gira con el objetivo de matar al Emperador, que sospechaba esta reacción y bloquea su ataque. Palpatine derrota fácilmente a Marek y derriba al Sombra Furtiva sobre las personas que se encontraban en la habitación, matando a todos excepto al propio Marek. La última escena muestra a Starkiller descansando sobre una mesa de operaciones, con un traje mecánico, similar a la escena de la transformación de Anakin en La Venganza de los Sith.

### Banda sonora
La música del videojuego fue compuesta por Mark Griskey, quien también compuso la banda sonora de Star Wars: Caballeros de la Antigua República II: Los Señores Sith. fue grabado en Skywalker Sound el 23 de septiembre y 24 de septiembre y fue lanzado como álbum promocional disponible para escuchar aquí Archivado el 20 de mayo de 2016 en Wayback Machine..
A nivel comercial, la música formará parte del disco Skywalker Sound.

### Secuelas
La segunda parte empieza cuando Darth Vader entrena a un clon de Starkiller, el cual resulta ser el alma de Starkiller en un nuevo cuerpo.
Darth Vader le ordena matar a un robot con la forma de Juno Eclipse (su anterior novia), pero al no poder Vader le dice que no le sirve, así que escapa del planeta Kamino en el que estaba.
Desde aquí empieza una historia de cómo él avanza en sus aventuras buscando a sus antiguos amigos.

## Versión expandida

### Star Wars: The Force Unleashed: Ultimate Sith Edition
Como se informó en el Comic-Con de San Diego en julio de 2009, LucasArts anunció que para diciembre de 2009, se publicará la versión expandida del dicho juego, llamada Ultimate Sith Edition, disponible para PlayStation 3, Xbox 360, PC Y Mac. Este juego incluirá todas las misiones originales más tres misiones de bonificación si el jugador optó por el final alternativo, las cuales explicará qué sería de Starkiller si hubiese sucumbido totalmente al Lado Oscuro. Una novedad será las apariciones de Obi-Wan Kenobi y Luke Skywalker, quienes lucharán contra Starkiller.
También un nuevo proyecto que tuvo lugar en 2010 con el nombre Star Wars The Force Unleashed 2 publicado el 12 de diciembre de 2009.

### Sitios/enlaces oficiales (en inglés)
- Sitio web oficial
- Página web oficial de Star Wars: Force Unleashed en Yahoo! Archivado el 28 de febrero de 2009 en Wayback Machine.
- Foro de discusión del juego en StarWars.com
- (enlace roto disponible en Internet Archive; véase el [//web.archive.org/web/*/http://www.hyperspace/about/news/news20060310.html%7Ctext%3DHyperspace historial, la primera versión y la última).
- en Comic-Con 2006
- (enlace roto disponible en Internet Archive; véase el [//web.archive.org/web/*/http://www.gaming/videogames/news/news20070214.html%7Ctext%3D historial, la primera versión y la última).
- (enlace roto disponible en Internet Archive; véase el [//web.archive.org/web/*/http://www.gaming/videogames/news/news20070214b.html%7Ctext%3D historial, la primera versión y la última).
  - "Diario de producción # 1: Anunciando Star Wars: The Force Unleashed"
  - "Diario de producción # 2: Como empieza todo"
  - "Diario de producción # 3: Un relato proveniente de muchas historias"
  - "Diario de producción # 4: El concepto de The Force Unleashed"
  - "Diario de producción # 5: El arte de Amy Beth Christenson"
  - "Diario de producción # 6: Naves compañeras para regir la Galaxia"
  - "Diario de producción # 7: Creando la Fuerza"
- (enlace roto disponible en Internet Archive; véase el [//web.archive.org/web/*/http://www.eu/lit/ref/news20070222.html%7Ctext%3DThis historial, la primera versión y la última).
- (enlace roto disponible en Internet Archive; véase el [//web.archive.org/web/*/http://www.gaming/videogames/news/f20070322/index.html%7Ctext%3DThe historial, la primera versión y la última).
- (enlace roto disponible en Internet Archive; véase el [//web.archive.org/web/*/http://www.gaming/videogames/news/tfu_dmm.html%7Ctext%3DDemo historial, la primera versión y la última).
- Force Unleashed en la IV Celebración
- (enlace roto disponible en Internet Archive; véase el [//web.archive.org/web/*/http://www.gaming/videogames/news/news20080403.html%7Ctext%3DLa historial, la primera versión y la última).

### Sitios/enlaces de fanes
- Artículo IGN
- Entrevista IGN
- GameSpot GDC 07
- Vídeo IGN: Previsualización
- Arte conceptual IGN
- Arte conceptual
- Exclusiva CVG
- Archivo del New York Times
- Análisis Star Wars El Poder de la Fuerza (en castellano)
- Artículo Slashdot GDC
- Entrevista con Haden Blackman